# آ هارد دايز نايت
آ هارد دايز نايت (بالإنجليزية: A Hard Day's Night) هو ألبوم الإستديو الثالث لفرقة الروك الإنجليزية البيتلز، صدر في 10 يوليو 1964. صدرت النسخة الأمريكية من الألبوم قبل ذلك بأسبوعين في 26 يونيو 1964 عبر يونايتد آرتيستس ريكوردز،

## روابط خارجية
- آ هارد دايز نايت على موقع أول موفي (الإنجليزية)